# Émile Devreux
Pour les articles homonymes, voir Devreux.
Émile Devreux est un architecte, homme politique belge et un militant wallon, membre du Parti libéral, né à La Hestre le 17 novembre 1857 et mort à Charleroi le 22 décembre 1933.

## Biographie
Architecte de formation, il exerce ses talents dans l'industrie. Il est alors le collaborateur de Julien Dulait et travaille avec lui à des installations d'éclairage électrique en Belgique et à l'étranger.
Il est élu échevin le 17 novembre 1895 et nommé échevin de Charleroi durant la même année. Le 27 février 1904, il devient bourgmestre de Charleroi. En collaboration avec Jules Destrée, il organise l''Exposition industrielle de Charleroi en 1911. C'est sous son mayorat que l'éclairage public est installé à Charleroi avec l'aide de son ami Julien Dulait, fondateur des ACEC,..
Le 23 août 1914, il prend la tête d'une délégation qui part négocier le « traité de Couillet » avec Max von Bahrfeldt, commandant de la 19e Division de Réserve de la Seconde armée allemande. Il obtient, contre une imposition importante à laquelle contribuent les communes de l'agglomération, la fin des bombardements de la ville par l'armée allemande.
Il était administrateur de l'Université du Travail et participe à l'Assemblée wallonne en juillet 1921.
En 1921, Il démissionne de sa fonction de bourgmestre de Charleroi et se retire de la vie politique. Il revient à sa passion première et devient président de la Société archéologique de Charleroi en 1926, poste qu'il exerce jusqu'à sa mort. Sa principale contribution à l'histoire locale réside dans la réalisation des plans de la ville forte de Charleroi depuis les origines en 1666 jusqu'au démantèlement de 1868.
Il est chargé par la Commission royale des Monuments et des Sites de faire le relevé et l'étude des fouilles pratiquées en 1916 à Binche sur le site du palais construit pour Marie de Hongrie. Les résultats furent publiés en 1930 dans une brochure intitulée Les Châteaux de Binche.

## Carrière politique
- Conseiller communal du 17 novembre 1895 au 16 décembre 1895.
- Échevin du 16 décembre 1895 au 4 janvier 1904.
- Bourgmestre de Charleroi de 7 mars 1904 au 14 janvier 1921.

## Distinctions
- Officier de l'ordre de Léopold (en 1919) ;
- Commandeur avec étoile de l'ordre de Saint-Olaf (en 1920 pour son dévouement dans ses fonctions de Consul de Norvège)[5];
- Officier de l'ordre de l'Empire britannique (en 1922)[4].

## Hommages
- Un boulevard de Charleroi porte le nom d'Émile Devreux depuis le 17 janvier 1939[6].